# Diana Sowle
Diana Mae Sowle (nascida Laumer; 19 de junho de 1930 – 19 de outubro de 2018) foi uma atriz americana. Ela era mais conhecida por seu papel como mãe de Charlie Bucket no filme de 1971, Willy Wonka and the Chocolate Factory.

## Juventude
Nascida como Diana Mae Laumer em Chico, Califórnia, ela era uma dos cinco irmãos. Frequentou a Chico High School, e apareceu em peças escolares, onde se interessou por teatro. Sowle se formou em 1949 e frequentou a Universidade de Denver, após o que apareceu na peça “The Drunkard”. Sowle fez locução para peças americanas e apareceu em teatro na Alemanha.

## Carreira

### Papéis no cinema
Sowle é mais conhecida por interpretar a Sra. Bucket, mãe de Charlie Bucket, no filme Willy Wonka and the Chocolate Factory de 1971 e sua atuação de "Cheer Up Charlie" nesse filme, embora sua voz para cantar tenha sido dublada por Diana Lee. Sowle se juntou ao elenco na Alemanha, onde foi filmado. Além de Chocolate Factory, seus únicos outros papéis nas telas foram participações especiais em Clear and Present Danger e Guarding Tess, ambos em 1994.

### Jogo eletrônico
Sowle também deu voz a "Agatha" e outros personagens do jogo eletrônico Fallout 3 de 2008.

### Teatro
Sowle atuou frequentemente na peça de longa duração Shear Madness no Kennedy Center, retratando a socialite Eleanor Shubert. Sua última aparição conhecida foi em maio-junho de 2013. Em meados de 2012, Sowle apareceu em uma produção de Love Letters, ao lado do ator Larry Storch em Farmville, Virgínia, para beneficiar os Tom Mix Rangers.

## Vida pessoal
Sowle viveu na Alemanha por cerca de 20 anos, começando em 1960, e tinha outras casas, incluindo uma em Maryland (na área de Washington, D.C.). Ela era mãe de dois filhos e avó de quatro. O marido de Sowle, Bill, trabalhou para a CIA e morreu em 2013. Sowle administrou um programa de aulas particulares gratuito para crianças carentes em Washington, D.C. por quase 25 anos.

## Morte
Sowle morreu de causas naturais em Laurel, Maryland em 19 de outubro de 2018, aos 88 anos.

## Filmografia

### Cinema
| Ano  | Título                                | Personagem          | Notas                  |
| ---- | ------------------------------------- | ------------------- | ---------------------- |
| 1971 | Willy Wonka and the Chocolate Factory | Sra. Bucket         |                        |
| 1994 | Guarding Tess                         | Cabeleireira        |                        |
| 1994 | Clear and Present Danger              | Empregada do Cartel | Último papel no cinema |

### Televisão
| Ano  | Título                 | Notas                          |
| ---- | ---------------------- | ------------------------------ |
| 2003 | After They Were Famous | 1 episódio, arquivo de imagens |

### Jogos eletrônicos
| Ano  | Título    | Personagem | Notas |
| ---- | --------- | --- | ----- |
| 2008 | Fallout 3 | Velha Lady Palmer / Agatha / Margaret Primrose / Manya Vargas / Bloomseer Poplar / Tiffany Cheng / Mãe Folha Laurel / Velha Lady Dithers / Mãe Maya | Voz   |